# Постави
Поста́ви (біл. Паставы) — місто в Вітебській області Білорусі. Адміністративний центр Поставського району.
Населення міста становить 19,7 тис. осіб (2007).

## Економіка
В місті працюють завод радіокомпонентів, льонозавод, молочний та консервний заводи, меблева фабрика, друкарня, хлібокомбінат та лісгосп. Тут знаходиться особлива авіаційна ескадрилья прикордонних військ Білорусі. Є краєзнавчий музей, готель, будинок мисливця. Проводиться фестиваль народної музики «Дзвенять цимбали та гармоніка».

## Населення
Населення — 18772 (2023).
| Рік  | Населення         |
| ---- | ----------------- |
| 2023 | 18 772(▼ -1,2 %)  |
| 2018 | 20 000(▼ -0,1 %)  |
| 2016 | 20 039(▲ +0,2 %)  |
| 2011 | 19 869(▼ -0,2 %)  |
| 2006 | 20 022(▼ -1,0 %)  |
| 2001 | 21 041(▲ +0,9 %)  |
| 1989 | 19 022(▲ +0,6 %)  |
| 1979 | 17 982(▲ +2,1 %)  |
| 1970 | 15 139(▲ +3,9 %)  |
| 1959 | 10 566(▲ +10,5 %) |
| 1939 | 3400              |

## Історія
За версією російського історика С.Федорова, місто було засноване 996 року, а 1005 року тут осів Зенович. Перші ж згадки про Постави відносять до 1409 року, тоді воно називалось Посадник. Пізніше назва змінилась на сучасну і поселення отримало статус містечка. В 1522 році Постави відомі як містечко Ошмянського повіту Віленського воєводства Великого Князівства Литовського, належали магнатам Зеновичам. В часи лівонської війни (1558—1583) король Стефан Баторій відправляв звідси артилерію до Полоцька.
До середини XVIII століття являло собою невелике поселення, розташоване на двох озерах. Центром міста була торгова площа, від якої вели дороги на Мядель та Друю. На східному боці розташовувався дерев'яний костел (1522, перебудований в 1760) та греко-католицька церква (1713). На лівому березі знаходився францисканський монастир (1640). Всі ці будівлі не збереглись до сьогодні. У місті було всього 66 дворів, за озером розташовувалось передмістя Заріччя, в околицях садибний комплекс. Після російсько-польської війни (1654—1667) у містечку лишились всього 5 дворів.
З другої половини XVIII століття воно належало гродненському старості Антонію Тизенгаузу, який організував в місті мануфактурне виробництво (35 підприємств, серед них паперова (1728), полотняна, паскова фабрики, декілька млинів, винокурня). З Мяделю був переведений міський суд. У 1782-85 роках діяла театральна школа, що була переведена з Гродного. З 1791 року — центр Завілейського повіту.
З 1793 року місто перейшло до складу Російської імперії. 1796 року Постави стали центром Поставського повіту, отримали статус містечка та свій герб. На початку XIX століття місто стало центром волості Дісненського повіту. В 1814-53 роках містечко належало К.Тизенгаузу. В першій половині XIX століття в Поставах засновано орнітологічний музей, художня галерея, діяли паперова та сукняна фабрики, 2 млини. В 1880 році містечко переходить у власність графині Пшадецької. 1897 року збудована залізниця. Наприкінці XIX століття тут перебував Юзеф Пілсудський, майбутній президент Польщі. В 1903 році в місті бував маршал Фінляндії, офіцер лейб-гвардії Карл Маннергейм.
1921 року Постави переходять до складу Польщі, отримують статус міста, стають центром Поставського повіту Віленського воєводства. На кінець 1920-х років тут працювали 2 лісопильних заводи, цегельня, паровий млин, броварня й пекарня. З 1939 року — в складі БРСР, з 1940 року Постави — центр Поставського району Вілейської області, з 1944 року — у складі Молодечненської області, пізніше — у Вітебській області.

## Видатні місця
- Палац першої половини XIX століття та парк
- Палац Тизенгауза (XVIII, тут на поч. XX століття був музей)
- Костел Святого Антонія Падуанського
- Православна церква Святого Миколая
- Водяний млин (друга половина XIX століття)
- Торгові ряди
- Стела польським військовим, що загинули в боротьбі проти більшовиків

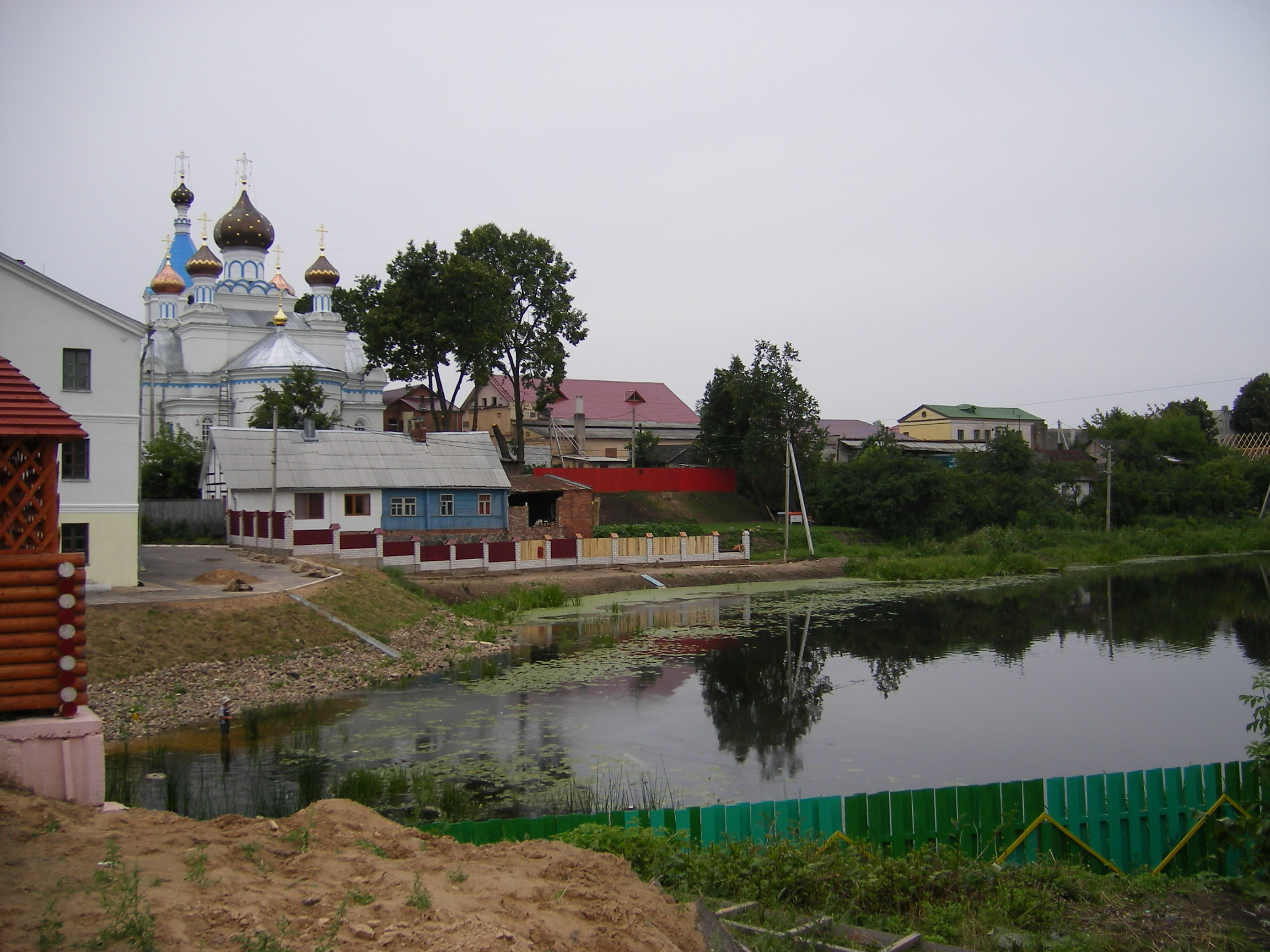
Церква Святого Миколая
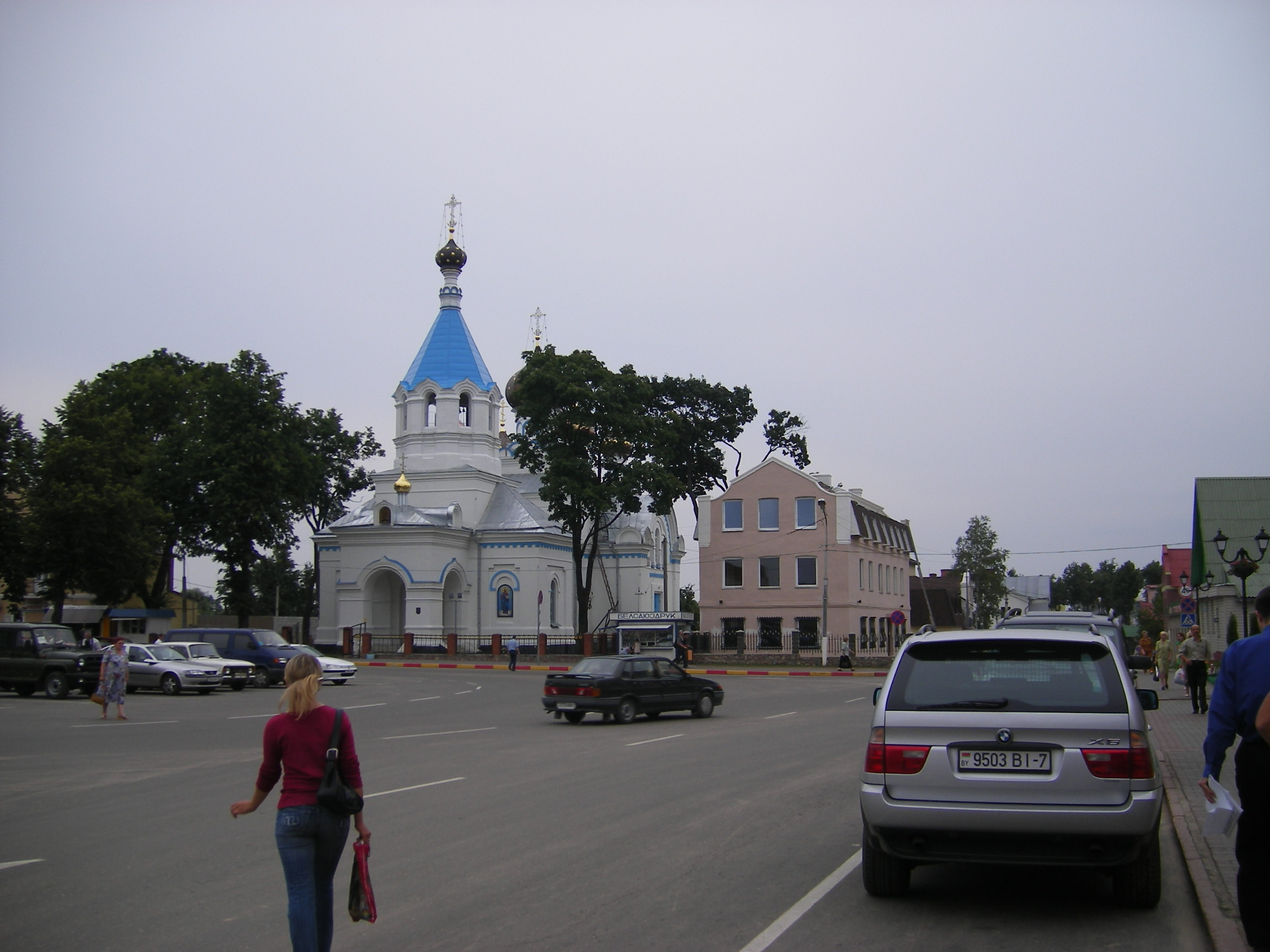
Церква Святого Миколая
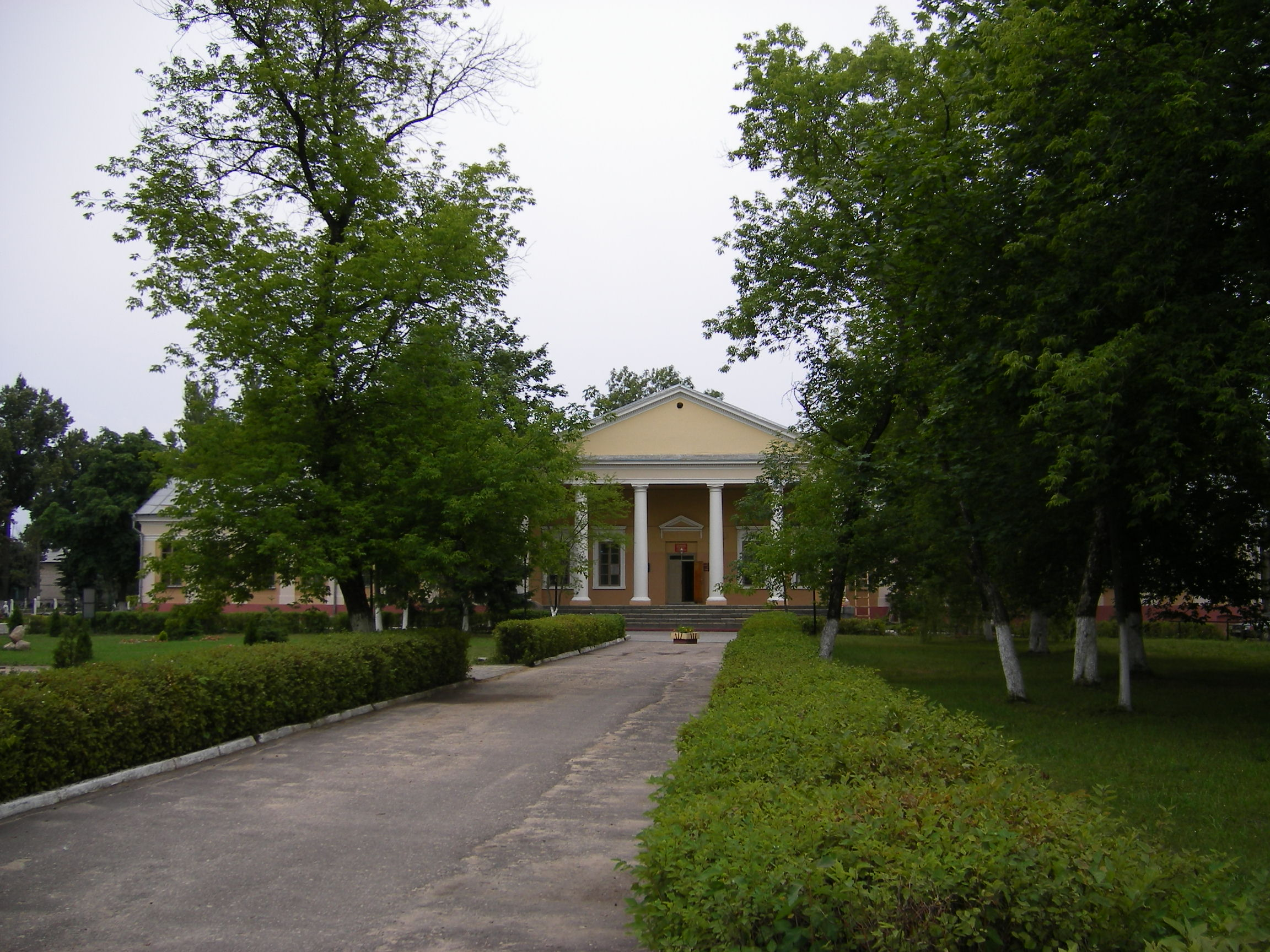
Палац Тизенгауза
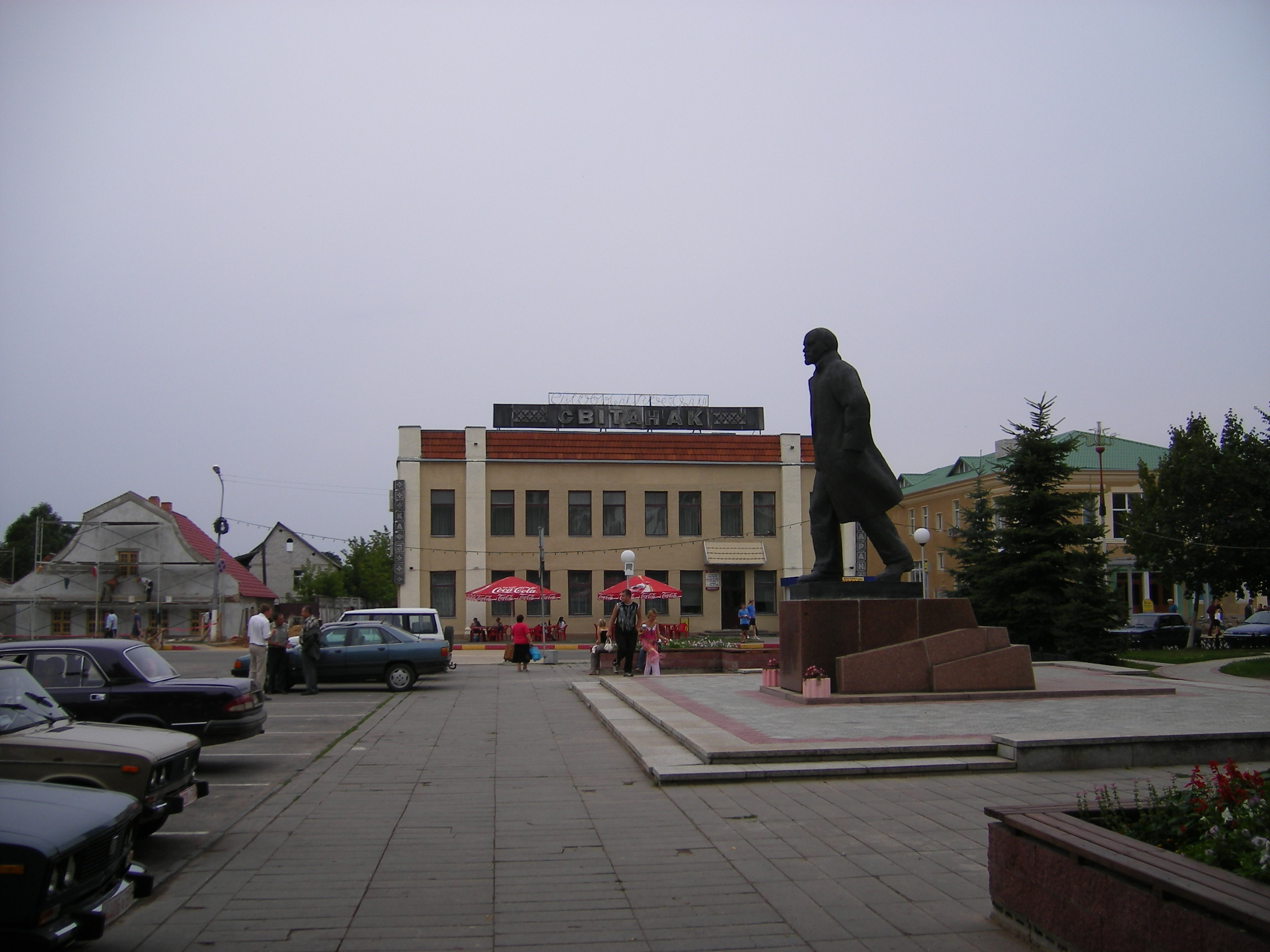
Майдан Волі

## Видатні особи
- Нічипорчик Андрій Володимирович — білоруський військовий льотчик, Герой Білорусі (2021, посмертно).
- Наумчик Сергій Йосипович — білоруський журналіст і політик.
- Раєвський Олександр Михайлович — заслужений льотчик-дослідник